# Rumors (R3hab)
Rumors is een nummer uit 2018 van de Nederlandse dj R3hab, ingezongen door Amerikaanse zangeres Sofia Carson. Het is de vierde en laatste single van R3habs tweede studioalbum The Wave.
In tegenstelling tot R3habs eerdere werk, is "Rumors" een veel rustiger, vrolijker en radiovriendelijker nummer. Het nummer werd een bescheiden succesje in Nederland, met een 5e positie in de Tipparade.